# Distrito electoral federal 13 de Puebla
El Distrito electoral federal 13 de Puebla es uno de los 300 Distritos Electorales en los que se encuentra dividido el territorio de México para la elección de diputados federales y uno de los quince en los que se divide el estado de Puebla. Su cabecera es la ciudad de Atlixco.
El decimotercer distrito electoral federal de Puebla, se encuentra localizado en el occidente del estado, en la región del Valle de Atlixco y lo forman los siguientes municipios: 
- Acteopan
- Atlixco
- Atzitzihuacan
- Calpan
- Cohuecan
- Coronango
- Huaquechula
- Juan C. Bonilla
- Nealtican
- Santa Isabel Cholula
- Tepemaxalco,
- Tepexco
- Tianguismanalco
- Tilapa
- Tlapanalá
- Tochimilco

## Integración 2017
Esta integración fue definida por el Instituto Nacional Electoral en marzo de 2017.
Acteopan, Atlixco, Atzala, Atzitzihuacán, 
Cohuecán, Chietla, 
Epatlán, Huaquechula, 
Izúcar de Matamoros, Ocoyucan, 
San Diego la Mesa Tochimiltzingo, San Martín Totoltepec, 
Santa Isabel Cholula, Tepemaxalco, Tepeojuma, Tepexco, Tianguismanalco, Tilapa, Tlapanalá, Tochimilco y Xochiltepec.

## Diputados por el distrito
| Legislatura | Periodo     | Diputado                                | Grupo parlamentario                  |
| ----------- | ----------- | --------------------------------------- | ------------------------------------ |
| LI          | 1979 - 1982 | Rodolfo Alvarado Hernández              | Partido Revolucionario Institucional |
| LII         | 1982 - 1985 | Víctor Manuel Carreto Fernández de Lara | Partido Revolucionario Institucional |
| LIII        | 1985 - 1988 | José Manuel López Arroyo                | Partido Revolucionario Institucional |
| LIV         | 1988 - 1991 | Armando Roberto Moreno Nava             | Partido Revolucionario Institucional |
| LV          | 1991 - 1994 | David Silencriario Montesino Marín      | Partido Revolucionario Institucional |
| LVI         | 1994 - 1997 | Pedro Pablo Aceves Hernández            | Partido Revolucionario Institucional |
| LVII        | 1997 - 2000 | Jorge Estefan Chidiac                   | Partido Revolucionario Institucional |
| LVIII       | 2000 - 2003 | Adela Cerezo Bautista                   | Partido Revolucionario Institucional |
| LIX         | 2003 - 2005 | Alberto Jiménez Merino                  | Partido Revolucionario Institucional |
| LIX         | 2005 - 2006 | Lisandro Campos Córdova                 | Partido Revolucionario Institucional |
| LX          | 2006 - 2009 | José Guillermo Velázquez Gutiérrez      | Partido Acción Nacional              |
| LXI         | 2009 - 2012 | María Isabel Merlo Talavera             | Partido Revolucionario Institucional |
| LXII        | 2012 - 2015 | María del Rocío García Olmedo           | Partido Revolucionario Institucional |
| LXIII       | 2015 - 2018 | Juan Manuel Celis Aguirre               | Partido Verde Ecologista de México   |
| LXIV        | 2018 - 2021 | Héctor Jiménez y Meneses                | Partido Revolucionario Institucional |
| LXV         | 2021 - 2024 | Mario Miguel Carrillo Cubillas          | Movimiento Regeneración Nacional     |
| LXVI        | 2024 - 2027 | Mario Miguel Carrillo Cubillas          | Movimiento Regeneración Nacional     |